# Eustathe Maleinos
Eustathe Maleinos (en grec : Εὐστάθιος Μαλεΐνος) est un général byzantin et l'un des plus riches et des plus influents membres de l'aristocratie militaire anatolienne à la fin du Xe siècle. Il détient les postes militaires et administratifs les plus importants à l'est de l'empire et il est impliqué dans les rébellions aristocratiques contre Basile II. Il combat la rébellion de Bardas Sklèros mais soutient la révolte de son neveu Bardas Phocas le Jeune. Après l'échec de ce dernier, il n'est pas puni mais son immense richesse finit par entraîner sa chute. Basile II l'isole dans un manoir de Constantinople et lui confisque ses richesses après sa mort.

## Biographie
Eustathe est le fils de Constantin Maleinos, un important général qui est longtemps gouverneur du thème de Cappadode. La famille Maleinos est à l'époque principalement alliée à celle des Phocas et devient l'une des plus importantes et des plus influentes famille de l'aristocratie terrienne d'Asie Mineure. Elle fournit ainsi de nombreux généraux à l'empire. De fait, Eustathe peut compter sur l'autorité considérable de sa famille et sur son expertise dans les affaires militaires pour s'assurer de détenir des postes importants. Il devient stratège du thème de Lykandos avant que son cousin, l'empereur Nicéphore II Phocas ne le nomme comme premier gouverneur (doux) d'Antioche en octobre 969. Un an après le meurtre de Nicéphore II Phocas en décembre 969, Maleinos est nommé par Jean Ier Tzimiskès au poste de gouverneur de Tarse en Cilicie ; un poste qu'il détient encore en 976 quand le jeune Basile II devient empereur. 
L'arrivée au pouvoir de Basile II ne se fait pas sans contestation de la part de l'aristocratie militaire. En effet, celle-ci soutenue par l'armée et bénéficiant de ses larges possessions et de son réseau étendu de clients a dominé le gouvernement de l'empire lors des treize dernières années, par l'intermédiaire de Nicéphore Phocas et de Jean Tzimiskès comme protecteurs de Basile II et de son jeune frère Constantin VIII. Or, peu après la mort de Tzimiskès en janvier 976, son principal partisan qu'est le Domestique d'Orient Bardas Skléros est déclaré empereur. Maleinos, un partisan des Phocas et donc un opposant des soutiens de Tzimiskès reste loyal à Basile. Bien qu'il échoue à empêcher l'extension de la révolte depuis la région de Mélitène vers l'Anti-Taurus et l'Anatolie, et qu'il subit une lourde défaite avec Bardas; Maleinos reste un général loyal à l'empereur jusqu'à l'écrasement de la révolte en 979,,.
Dans le but de combattre la rébellion, Basile et le parakimomène Basile Lécapène, son principal ministre, sont obligés de rappeler le général Bardas Phocas le Jeune en 978. Ce dernier, neveu de Nicéphore II, était jusque-là en exil. Il est nommé à la tête des armées orientales. Après sa victoire sur Sklèros, Phocas et ses partisans commencent à comploter pour renverser l'empereur. Le conflit n'éclate pas immédiatement, les deux camps s'opposent dans ce que Mark Whittow appelle une « guerre froide ». En 985, l'empereur fait le premier mouvement en limogeant plusieurs généraux loyaux au clan des Phocas. Bardas Phocas lui-même est démis de son titre de duc d'Antioche et Eustathe Maleinos est limogé de l'armée. Cependant, en 986, après l'humiliante défaite de Basile contre les Bulgares aux Portes de Trajan et le retour de Sklèros de son exil à Bagdad, l'empereur est contraint de nommer à nouveau Bardas Phocas comme commandant en chef de l'Orient. Phocas trompe alors Sklèros lors d'une rencontre entre les deux et l'arrête. Dès lors, le conflit décisif pour le trône impérial est inévitable. Le 15 août ou le 14 septembre 987, au sein de la résidence de Maleinos dans le thème de Charsianon, les familles aristocratiques dirigeantes proclament Phocas comme empereur.
La rébellion de Phocas s'étend rapidement à toute l'Anatolie. Finalement, Basile en manque terrible de troupes loyales conclut une alliance matrimoniale avec Vladimir Ier de Kiev. En échange d'Anna Porphyrogénète, la sœur de Basile, Vladimir de Kiev envoie 6 000 Varègues à Basile qui parvient à vaincre la rébellion, Phocas périssant sur le champ de bataille. À l'exception de quelques-uns des principaux conseillers du rebelle, Basile est relativement magnanime avec les partisans des Phocas. Ainsi, alors qu'il est l'un des plus importants partisans de Bardas Phocas, Maleinos est autorisé à garder son titre de magistros et ses vastes propriétés (dont une seule avait une superficie de 115 kilomètres carrés selon les sources arabes),,.
Toutefois, en 995, alors que Basile II revient d'une campagne contre les Fatimides en Syrie, il fait étape sur les terres de Maleinos. Ce dernier approvisionne généreusement la suite impériale et l'armée tout entière (au moins 20 000 hommes) sur ses propres ressources. Basile est impressionné, mais surtout alarmé, par une telle démonstration de pouvoir et de richesse par un de ses sujets. Il amène Maleinos avec lui à Constantinople et en janvier 996, il passe une nouvelle loi contre l'appropriation illégale de terres communales par l'aristocratie terrienne appelée dynatoi (« Les puissants ») pour réduire leur pouvoir. Désormais retenu dans la capitale, Maleinos est bien traité mais, selon les termes de la chronique de Jean Skylitzès « en lui fournissant abondamment tout ce dont il avait besoin, Basile détient Eustathe comme s'il nourrissait une bête sauvage en cage ». Après sa mort, ses possessions et sa fortune sont confisquées par l'empereur,,.